# Oni Ise Owo
Oni Ise Owo es una película del año 2007.

## Sinopsis
Este corto de animación es una adaptación poética firmada por Kenneth Shofela Coker de un mito africano: la búsqueda de la identidad en un contexto difícil.